# Insult
Een insult, ook wel toeval of aanval genoemd, is een abnormale (gesynchroniseerde) ontlading van zenuwcellen (neuronen) in de hersenen ten gevolge van een epileptische of niet-epileptische oorzaak. Insulten zijn zeer variabel in hun uiting; tonisch-clonische convulsies, dagdroomachtige absences of het subjectieve gevoel van een aura zijn stuk voor stuk uitingsvormen van een insult. Herhaaldelijke, spontane insulten kunnen een uiting zijn van epilepsie, maar niet-epileptische oorzaken van insulten komen ook veel voor. Daarnaast zijn er ook aandoeningen die op een insult lijken, maar het niet zijn, zoals een syncope.

## Epidemiologie
Gemiddeld genomen maakt 5 % van de volwassen bevolking ooit in zijn leven een insult door. Hierbij komen nog de koortsconvulsies op de kinderleeftijd, die bij 3-4 % van de kinderen voorkomen. Hiertegenover staat dat jaarlijks in Nederland 5000-8000 (0,03 %) nieuwe gevallen van epilepsie worden geconstateerd onder de bevolking boven de 14 jaar, wat de discrepantie tussen insulten en epilepsie nogmaals illustreert.

## Soorten insulten
Bij de indeling van de soort insulten wordt allereerst uitgegaan van een beschrijving van de aanval zelf, door omstanders en indien mogelijk de patiënt zelf. Hierbij wordt gebruikgemaakt van een vaste terminologie. Vanuit deze aanvalsbeschrijving, soms gecombineerd met extra diagnostische hulpmiddelen zoals een elektro-encefalografie, wordt vervolgens een indeling gemaakt in partiële en gegeneraliseerde insulten.

### Partiële insulten
Het hoofdkenmerk van partiële insulten, ook wel focale of petit mal-aanvallen genoemd, is dat het bewustzijn nog geheel of gedeeltelijk intact is tijdens het insult. De patiënt komt vaak verward of versuft over. Focale insulten gaan vaak vooraf door een aura; een zeer variabel gevoel dat de patiënt krijgt en dat kan overgaan in een (partieel) insult. De basis voor een partieel insult is een abnormale elektrische activiteit die in de hersenen echt beperkt blijft tot een afgegrensd gebied, of 'focus'.

#### Eenvoudig partieel
Eenvoudig partiële aanvallen zijn zeer divers in hun voorkomen. Het meest kenmerkende zijn de motorische insulten van dit type, waarbij een specifieke spiergroep abnormaal begint samen te trekken. Dit type insult kan zich verspreiden naar nabijgelegen neuronen, die corresponderen met nabijgelegen spiergroepen op de motorische cortex. Het kan hierdoor zijn dat een aanval begint met een trekking in een vinger, maar uiteindelijk zorgt voor een verkramping van de gehele arm. Dit staat bekend als een 'Jacksonian march'.
Naast motorische insulten zijn er ook zuiver sensorische insulten van het eenvoudig partiële type. Hierbij blijft het insult beperkt tot de auraverschijnselen, die wederom zeer variabel kunnen zijn. Het kan een lichamelijke gewaarwording zijn, zoals een misselijk of zwaar gevoel in de maagstreek, maar ook een aberrante waarneming zoals het ruiken van een bepaalde geur of het zien van scotoom.

#### Complex partieel
Complex partiële aanvallen worden gekenmerkt door een veranderd bewustzijn en optredende automatismen. Mensen met een dergelijke aanval presenteren zich versuft of verward maar reageren niet of nauwelijks op de omgeving en zullen geen herinnering hebben van de aanvalsperiode. Wellicht het kenmerkendste zijn de eerder genoemde automatismen. Dit zijn korte, onbewuste zichzelf herhalende bewegingen zoals smakken, slikken, wrijven in de handen, gebaren maar ook slaapwandel-achtig gedrag is mogelijk. Automatismes kunnen zelfs zo ver gaan dat men doorgaat met zijn dagelijkse routinebezigheden, zelfs kan spreken met mensen om vervolgens na een tijd 'wakker te worden' en zich niets weet te herinneren van de voorafgaande periode.

### Gegeneraliseerde insulten
In tegenstelling tot de focale, partiële insulten zijn bij een gegeneraliseerd insult vrijwel de gehele hersenen betrokken. Een persoon is na een dergelijk insult niet bij bewustzijn en is zich derhalve niet bewust van de omgeving of prikkels en zal zich niets herinneren van de gebeurtenissen tijdens het insult. Hoewel gegeneraliseerde insulten vaak gepaard gaan met convulsies, is dit feitelijk maar in 60 % van alle insulten het geval. Wat in de volksmond vaak een grand mal insult wordt genoemd, staat medisch bekend als een tonisch-clonisch gegeneraliseerd insult.

### Secundair gegeneraliseerde insulten
Een aanval kan partieel beginnen maar later overgaan in een volledig gegeneraliseerd insult. Bij 2/3 van de gegeneraliseerde insulten, is er een focaal insult aan voorafgegaan.